# トヨタ・アリスト
アリスト（ARISTO）は、トヨタ自動車が1991年から2005年まで製造・販売していたセダン型高級乗用車（Eセグメント）である。

## 概要
トヨタの高級セダン基幹車種のひとつであり、1980年代中盤 - 2000年代前半のトヨタの高級セダンに複数設定されていたターボモデルも存在し、トップモデルにはJZA80型スープラに先駆けて2JZ-GTE型エンジンを搭載していた。取扱ディーラーはトヨタオート店とトヨタビスタ店での併売（いずれも現在のネッツ店）であった。
日本国外ではトヨタが展開する高級車ブランド「レクサス」の上級モデル「GS」として販売されていたが、レクサスは2005年に日本国内でも展開を開始し、同年8月には新型GS（3代目）が発売。取扱店もレクサス店に移行したことで、アリストの名称は2代で消滅した。
なお、トヨタ自動車元社長である奥田碩も本車種を所有しており、1995年7月発行の「日経ビジネス」にアリストに乗っている奥田の様子が掲載されていたことがある。
VIPカーやドリ車など、カスタムやチューニングのベース車両としても人気が高く、ドリフト走行を目的としてMTに換装した車両も存在する。
人気の反面、エンジンイモビライザーの標準装備化が遅れたこともあって高い盗難率を示しており、警視庁の2004年度発表では車両盗難被害車種1位とされている。また、速度違反による無謀運転での事故も相次いだため、自動車保険料は高い料率設定がなされている。

## 初代 JZS14#型（1991年 - 1997年）
1991年10月発売。同時期に発売されたクラウンマジェスタとはシャシー、メカニズム等を共有する姉妹車の関係にあり、クラウンマジェスタが4ドアピラードハードトップであるのに対し、アリストはプレスドアを持つ4ドアセダンとされた。キャッチコピーは初期が「創世・アリスト」、1993年1月以降は「走りを忘れた大人たちへ。」
ボディデザインはイタルデザインにてジャガー・XJ40とプロトモデルのジャガー・ケンジントンをベースに制作され、トヨタのテイストに合わせ量産向けにリファインしたものが採用された。グレード体系はツインターボの2JZ-GTE型(280PS)の「3.0V」、NAの2JZ-GE型(230PS)の「3.0Q」（いずれも直6 3.0L DOHCエンジンを搭載）と、途中からセルシオに搭載されていた1UZ-FE型V8・4.0L DOHCエンジンを搭載する4WDモデル「4.0Z i-Four」が追加され3グレードになった。
1992年10月 4WDモデル「4.0Z i-Four」とラグュジュアリー志向のNAモデル「3.0Q-L」を新ラインアップする。
1993年より北米でもレクサスブランドから日本仕様の「3.0Q」をレクサス「GS300」として販売開始。
1993年8月に塗装に改良を加え、塗膜内部の結合力を強め化学安定性を向上させた。
1994年8月にマイナーチェンジを行い、フロントグリル、リアバンパー、リアコンビネーションランプ等を変更。グレードは、3Lツインターボ搭載の「3.0V」、3L「3.0Q」、4WDモデルは「4.0Z i-Four」の計3タイプ。それに3.0Vは装備をシンプルにした「Sパッケージ」、3.0Qには高級装備をセットにした「Lパッケージ」が選べる。
1995年8月に安全装備の充実を図り、ABS、運転席助手席デュアルエアバッグ、プリテンショナー付きシートベルトを全車標準とした。また、スポーティ装備を施した特別仕様車「3.0Qリミテッド」も同時発売。
1996年7月にも改良を行い、エンジンのVVT-i化やヘッドランプ、ウインカー、フロントグリルのデザイン変更を行い、内装は木目調パネル部分を拡大している。チャイルドシート固定機構付きリアシートベルトも全車標準とした。3.0V、3.0Qに特別仕様車リミテッドモデルも同時発売。
1997年7月に生産終了。在庫対応分のみの販売となる。
1997年8月に2代目と入れ替わる形で販売終了。
販売終了前月までの新車登録台数の累計は6万9010台

### グレード構成
- 3.0V
- 3.0Q
- 4.0 Zi-Four
- 3.0Qリミテッド（ユーロチューンドサスペンション 1995年8月追加）
- 3.0Vリミテッド

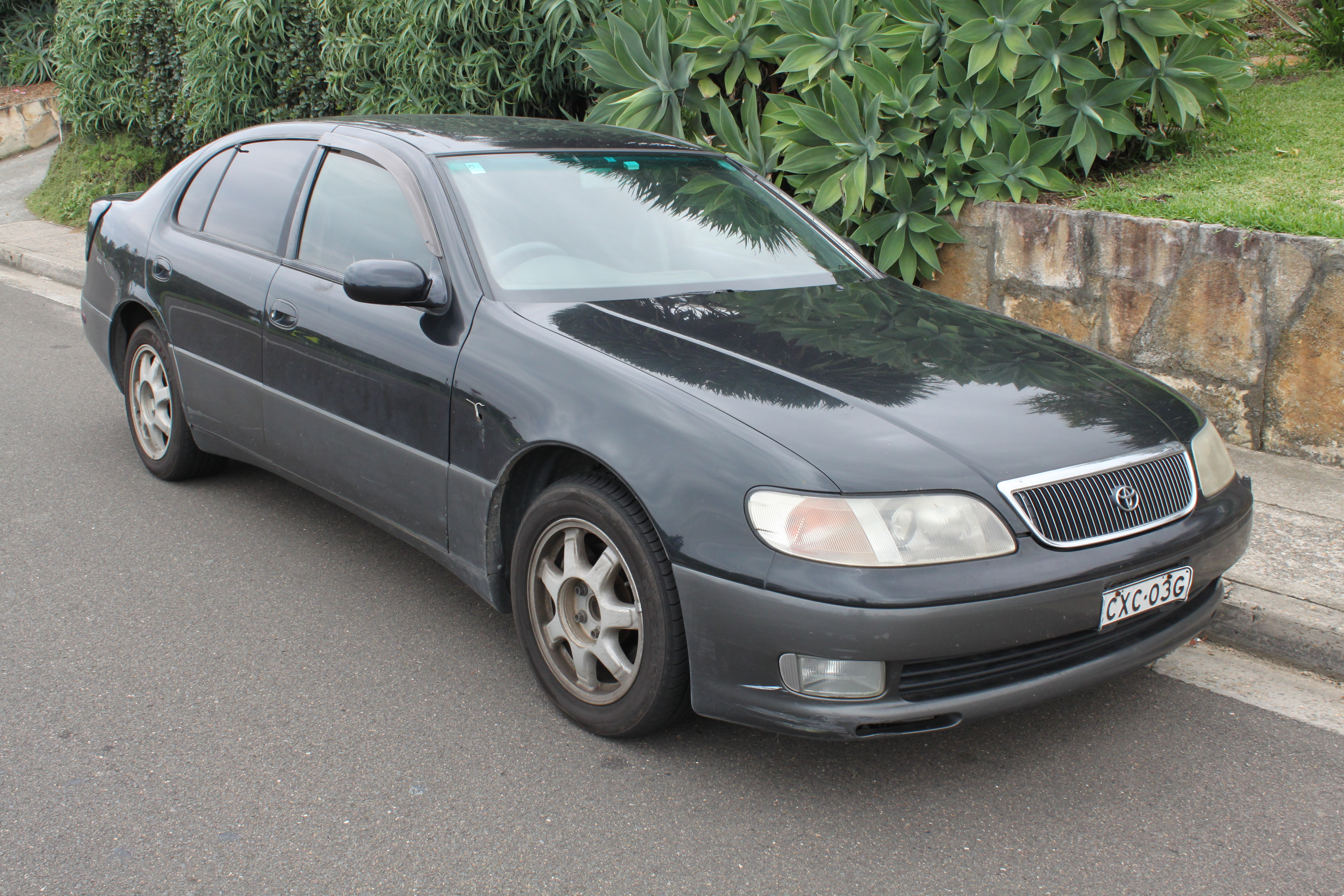
後期型 3.0V
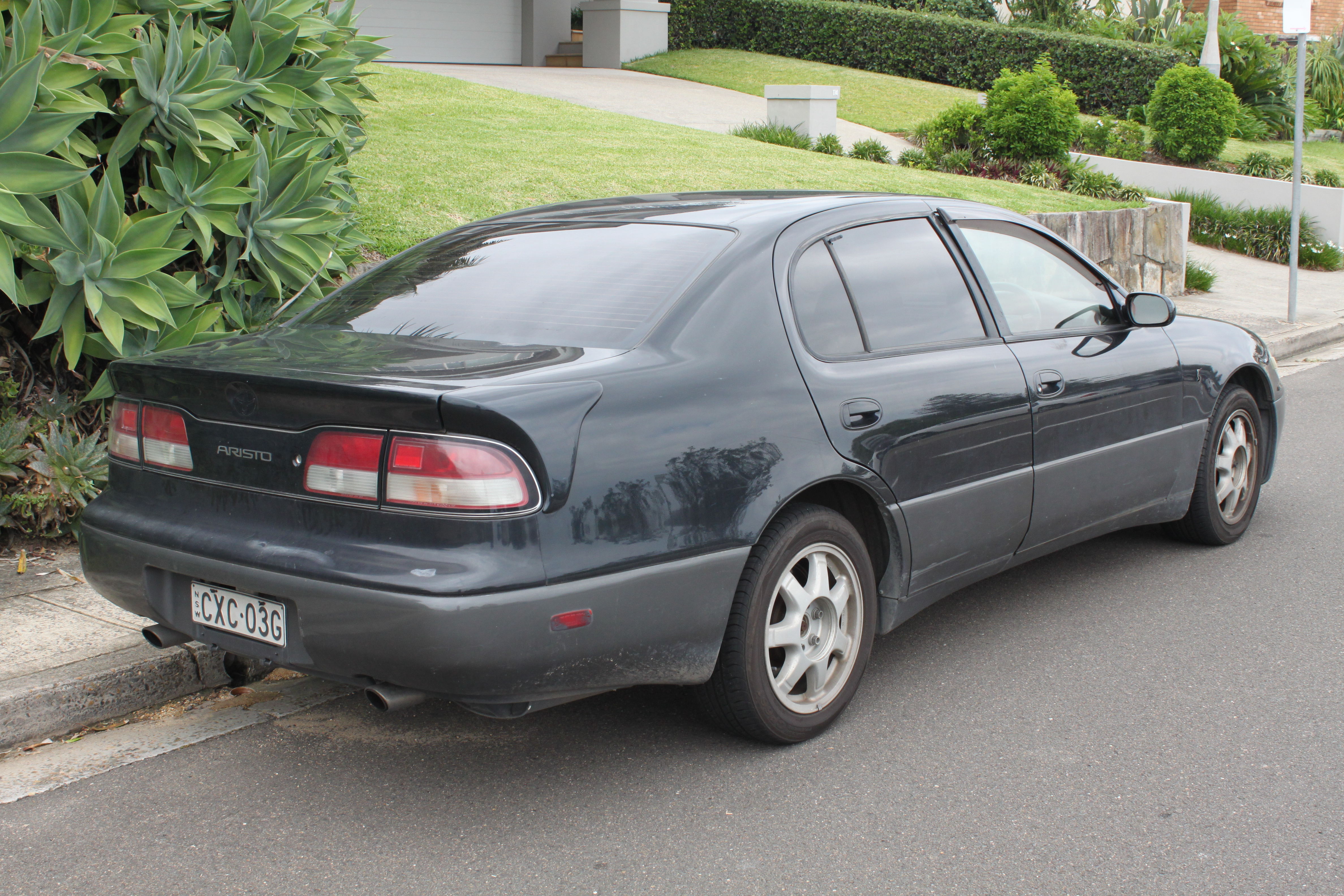
後期型 3.0V

## 2代目 JZS16#型（1997年 - 2005年）
1997年8月発売。クラウンマジェスタとの姉妹車関係を絶ち、新規のプラットフォームを使うようになった。このプラットフォームはその後トヨタのFRセダンの基本仕様となった。初代から一転して社内デザインとなったが、楕円をモチーフとしたデザインは先代から引き継がれた。また、重量配分をフロント53:リア47と理想的な重量配分としている。テレビCMに採用された曲は鈴木友彦が担当。
本車の型式がJZS160系になったことにより、クラウンは「S16#型」が欠番となった。1999年のフルモデルチェンジではS15#型からS17#型に移行している。
日本国内モデルでは先代にあったV型8気筒エンジン搭載車が廃止され、ツインターボの2JZ-GTE型(280PS)の「V300」、NAの2JZ-GE型(230PS)の「S300」（いずれも3.0L 直列6気筒DOHC VVT-i）の2種類のみとなった。
1998年8月 ボディカラーにブルーマイカを追加。
1999年8月に一部改良。オプション設定のEMV（エレクトロマルチビジョン）がDVD-ROMタイプにグレードアップ。さらにボディカラーでは、ホワイトパールマイカからホワイトパールクリスタルシャインへ変更された。
2000年7月にマイナーチェンジを行い、フロント・リアの意匠変更、エンジンイモビライザーを標準装備、NAのS300のATミッションが5速化されるなどの変更が行われた。
2001年8月に一部改良。パワーウィンドウに挟み込み防止機能を追加。同時にアリストの生誕10周年を記念し、専用17インチアルミホイール、専用本皮シート、専用本木目ドア＆コンソールパネルなどを装備した特別仕様車「10th Anniversary Edition」を「V300/S300」にそれぞれ設定した。
2002年8月 ボディーカラーのレッドマイカを廃止。
2004年12月をもって生産終了、しばらくは在庫対応分のみの販売となったが、2005年8月をもって販売終了となった。販売期間中の新車登録台数の累計は7万5499台。
次期型からは日本でもレクサス・GSとしての販売が開始されたことにより、アリストの名称は2代14年で消滅した。それまでアリストが担っていたネッツ店の最上級車種のポジションは、アルファードVを経てヴェルファイアが継承している。

### グレード構成
- V300（ベース車）
- S300（ベース車）
- VERTEX EDITION（内装色を黒に統一・17インチ専用メッキアルミ・トランクスポイラー）
- WALNUT PACKAGE（2000年7月に追加されたラグジュアリーグレード。S300のみ）
- V300 TTEバージョン（紺色及び金色が選択できた限定180台の特別仕様車）
- V300/S300 10th Anniversary Edition (2001年8月から12月期間限定で販売)
- VA300TOM'S (2000年11月200台限定でビスタ店で販売)
- VA300TOM'S G (2002年8月から2003年3月期間限定でビスタ店で販売されたトムス仕様の特別稀少車で、生産台数が少ないアリストの最上モデル)
- V300TOM'S VERSION (2002年8月から2003年3月期間限定でネッツ店で販売)

## 車名の由来
- 英語で「最上の・優秀な」の意味の接頭語である。また、ギリシャ語で「最高の目的」という意味を持つ哲学者のアリストテレスからも由来している。